# Christmas Common
Christmas Common – osada w Anglii, w hrabstwie Oxfordshire, w dystrykcie South Oxfordshire. Leży 24 km na południowy wschód od Oksfordu i 60 km na zachód od Londynu.